# Octacosane
L'octacosane est un hydrocarbure linéaire de la famille des alcanes de formule brute C28H58 .